# Yukmouth
Yukmouth (* 18. Oktober 1974 in Oakland, Kalifornien; eigentlich Jerold Dwight Ellis, II) ist ein US-amerikanischer Rapper.

## Biografie
Yukmouth, Rapper und Besitzer von Smoke-A-Lot Records, wurde Mitte der 1990er vor allem an der Seite seines Partners Numskull alias Sir Drank-A-Lot durch den Smash-Hit I Got 5 on It als eine Hälfte des Duos The Luniz bekannt.
Mit steigender Popularität und auftretenden ernsten Differenzen sowohl zwischen Label und Band, als auch zwischen den beiden Bandmitgliedern Yukmouth und Numskull, trennten sich die gemeinsamen Wege und Yuk begann beim in Houston, Texas ansässigen Label Rap-A-Lot Records als Solokünstler. Er veröffentlichte dort drei Soloalben, die alle in die Billboard Charts einstiegen, wenn auch mit immer weniger Erfolg, ehe ihm ein eigenes Label mit Vertrieb durch Rap-A-Lot gewährt wurde. Er taufte sein Label auf den Namen Smoke-A-Lot Records, welchen er von seinem Alias Smoke-A-Lot abgeleitet hatte. So nannte er sich seit seiner Zeit bei The Luniz, das vor allem auf dem Luniz-Album Lunitik Muzik und in den dazugehörigen Inlays zu entnehmen ist.
Des Weiteren ist Yukmouth auch Mitbegründer und Mitglied des Hip-Hop-Kollektivs The Regime, eine Gangsta-Rap-Gruppe, die auch als The Smoke-A-Lot Regime bekannt ist.
Ende 2006 stand Yuk wieder in Kontakt mit Numskull, um ein neues offizielles Studioalbum von The Luniz auf den Weg zu bringen.

## Diskografie

### Soloalben
- 1998: Thugged Out: The Albulation
- 2001: Thug Lord: The New Testament
- 2003: Godzilla
- 2007: Million Dollar Mouthpiece
- 2009: The West Coast Don
- 2010: Free at Last
- 2012: Half Baked
- 2017: JJ Based on a Vill Story One
- 2017: JJ Based on a Vill Story Two
- 2018: JJ Based on a Vill Story Three

### Mit The Luniz
- 1995: Operation Stackola (Noo Trybe Records / C-Note Records)
- 1997: Lunitik Muzik (Noo Trybe Records / C-Note Records)
- 1997: B-Sides & Bootlegs (EP) (C-Note Records)
- 2002: Silver & Black (Rap-A-Lot Records)
- 2005: Greatest Hits (C-Note Records)
- 2007: I Still Got 5 on It (C-Note Records)

### Mit C-Bo als Thug Lordz
- 2007: In Thugz We Trust
- 2009: Triology (mit Spice 1 als Crewmitglied)
- 2011: Thug Money

### Mit The Gamblaz
- 2001: Block Shit

### Mit Messy Marv
- 2006: 100 Racks: The Album (Sumo Records)

### Von Yukmouth präsentierte Alben
- 2002: United Ghettos of America (Rap-A-Lot Records)
- 2004: United Ghettos of America, Vol. 2 (Rap-A-Lot Records)
- 2006: The Center of Attention (Urban Life Music)
- 2007: United Ghettos of America: Eye Candy (Rap-A-Lot Records)